# Mi sueño de hoy
«Mi sueño de hoy» es una canción compuesta en 1995 por el músico argentino Luis Alberto Spinetta, interpretada por la banda Spinetta y los Socios del Desierto en el álbum homónimo de 1997, primero de la banda y 25.º en el que tiene participación decisiva Spinetta. 
Spinetta y los Socios del Desierto fue un trío integrado por Marcelo Torres (bajo), Daniel Wirtz (batería) y Luis Alberto Spinetta (guitarra y voz).
Fue una de las dos canciones de álbum, junto a "Jazmín", seleccionadas por Spinetta para interpretar en el concierto unplugged de la cadena MTV, registrado en el disco Estrelicia MTV Unplugged (1997), donde realiza una versión con Spinetta y los Socios del Desierto, banda que integró con Daniel Wirtz (batería) y Marcelo Torres, que en esa ocasión estuvieron acompañados por el Mono Fontana (teclados) y Nico Cota (percusión).

## Contexto
El tema pertenece al álbum doble Spinetta y los Socios del Desierto, el primero de los cuatro álbumes de la banda homónima, integrada por Luis Alberto Spinetta (voz y guitarra), Marcelo Torres (bajo) y Daniel Wirtz (batería). El trío había sido formada en 1994 a iniciativa de Spinetta, con el fin de volver a sus raíces roqueras, con una banda de garaje. Los Socios ganaron una amplia popularidad, realizando conciertos multitudinarios en Argentina y Chile.
El álbum doble Spinetta y los Socios del Desierto ha sido considerado como una "cumbre" de la última etapa creativa de Luis Alberto Spinetta. El álbum fue grabado en 1995, pero recién pudo ser editado en 1997, debido a la negativa de las principales compañías discográficas, a aceptar las condiciones artísticas y económicas que exigía Spinetta, lo que lo llevó a una fuerte confrontación pública con las mismas y algunos medios de prensa.
El disco coincide con un momento del mundo caracterizado por el auge de la globalización y las atrocidades de la Guerra de Bosnia -sobre la cual el álbum incluye un tema-. En Argentina coincide con un momento de profundo cambio social, con la aparición de la desocupación de masas -luego de más de medio siglo sin conocer el fenómeno, la criminalidad -casi inexistente hasta ese momento-, la desaparición de la famosa clase media argentina y la aparición de una sociedad fracturada, con un enorme sector precario y marginado, que fue la contracara del pequeño sector beneficiado que se autodenominó como los "ricos y famosos".

## El tema
Es el décimo quinto track del Disco 1 del álbum doble. Se trata de una canción de amor de una gran "belleza jazzera", incluye un notable solo de contrabajo eléctrico ejecutado por Marcelo Torres.
La letra se refiere al amor que estaba viviendo en ese momento de Spinetta, su sueño de hoy. El poeta pone el acento en la temporalidad de ese amor ("mientras la lune brille y el sol no caiga, yo estaré feliz"). Spinetta incluye también un último verso relacionado con un eventual final de ese "sueño de hoy", diciendo que "un sueño de luz como un amanecer no pasará al olvido". Este último verso tiene un cambio de letra muy sugestivo en la versión interpretada en el recital unplugged de MTV de 1997, registrado en Estrelicia, en donde reemplaza la afirmación "no pasará al olvido", por la pregunta "¿cuando pasará al olvido?"

Versión Spinetta y los Socios del Desierto

Mi sueño de hoy mi sueño de ayer
mi sueño que es tan solo tu querer así
mientras la luna brille
y el sol no caiga
yo estaré feliz...

Un sueño de luz como un amanecer
no pasará al olvido

Versión Estrelicia MTV Unplugged

Mi sueño de hoy mi sueño de ayer
mi sueño que es tan solo tu querer así
mientras la luna brille
y el sol no caiga
yo estaré feliz...

Un sueño de luz como un amanecer
¿cuando pasará al olvido?
"Mi sueño de hoy" (fragmento)

De manera similar a otros temas de amor del álbum ("Diana", "Oh! Magnolia" y "Cuentas de un collar", "Jazmín"), en esta canción está presente la angustia de Spinetta ante un eventual fin de la relación. 
El tema fue grabado, en la segunda mitad de 1995, cuando Spinetta aún se encontraba formalmente casado y su relación con Carolina Peleritti recién había comenzado y era mantenida en reserva por la pareja. En 1997, cuando el álbum fue lanzado, Spinetta ya se había divorciado y la relación con Peleritti era pública. Finalmente la relación finalizaría en 1999.